# Lenka Kulovaná
Lenka Kulovaná (* 25. října 1974 Ústí nad Labem) je bývalá česká krasobruslařka.
Startovala na ZOH 1992, 1994 a 1998, jejím nejlepším výsledkem je 11. místo z Albertville 1992. V letech 1990–1998 se pravidelně účastnila světových i evropských šampionátů, největšího úspěchu dosáhla 5. místem na ME 1992.